# Osteosyntéza

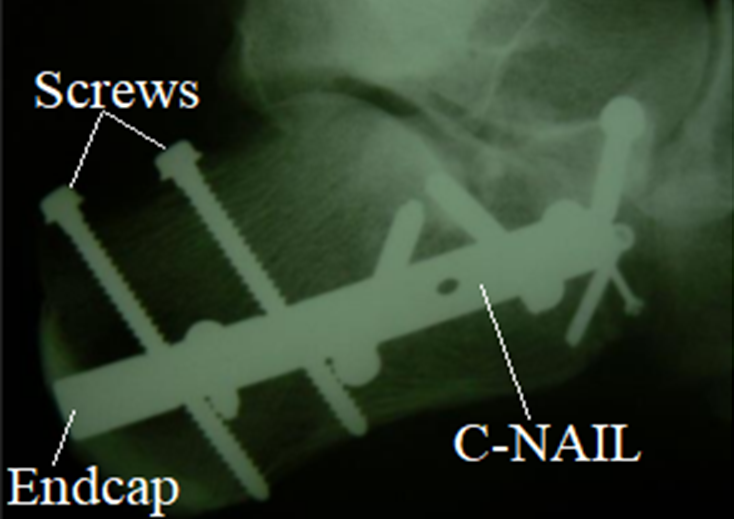
Aplikace intraoseálního hřebu při osteosyntéze zlomenin calcanea (C-Nail)

Osteosyntéza je operační metoda pro fixaci zpravidla komplikovaných zlomenin nebo u zlomenin, kde došlo k fraktuře na více namáhaném místě (zlomenina kosti stehenní pod krčkem apod.). Pro správnou repozici při osteosyntéze se využívá RTG na operačním sále. Nevýhodou osteosyntézy je větší riziko možného vzniku kostního zánětu, avšak u mnoha komplikovaných či otevřených zlomenin je to jediný způsob spolehlivé léčby. Výhodou osteosyntézy je možnost časné mobilizace. Hlavním současným trendem osteosyntézy je miniinvazivita (co nejméně poškodit měkké tkáně), zkrácení časů operace a aplikace moderních biokompatibilních materiálů a moderních operačních postupů. Osteosyntézu lze obecně aplikovat pro člověka i další obratlovce.

## Metody fixace zlomeniny
Fixace zlomeniny může být provedena:
- Vnitřní metodou (vnitřní fixace), kdy jsou fixační pomůcky umístěny uvnitř těla, přímo na kosti (hřeby, dlahy, šrouby, dráty či svazky drátů atp.). Implantát, je tedy krytý měkkými tkáněmi nebo je uvnitř kosti a obvykle v těle zůstane i po ukončení léčby.
- Vnější metodou (zevní fixace, resp. externí fixace), kdy je fixátor umístěn mimo tělo a přes kůži jen zavrtán do kosti pomocí drátů (např. Ilizarevův fixátor) nebo pomocí Schanzových šroubů (unilaterální fixátor) či kombinovaným způsobem (hybridní fixátor). Po ukončení léčby se zevní fixátor jednoduše odstraní a v těle nezůstane žádný implantát. Zevní fixátory se také používají jako „prozatímní“ řešení u velmi komplikovaných úrazů.

## Historie osteosyntézy
Pokusy o osteosyntézu lze zaznamenat již ve starověku.
První knihu věnovanou osteosyntéze napsal v roce 1870 vrchní lékař francouzského válečného loďstva, admirál L. J. B. Bérenger-Féraud.
Na začátku 20. století výrazně ovlivnil rozvoj osteosyntézy belgický chirurg Albin Lambotte, který zavedl vědecký termín osteosyntéza a který je nazýván géniem kostní chirurgie. V roce 1907 vydal monografii L’intervention opératoire dans les fractures récentes et anciennes envisageé particuliérement au point de vue de l’osteo-synthese, ve které publikoval praktické náčrty a výsledky osteosyntézy. Lambotte používal různé druhy vnitřní osteosyntézy, např. cerkláž, šrouby, dlahy, zevní fixátory atp.
Další významnou osobou byl Angličan Ernst William Hey-Groves, který je známý také plastikou vazů. V roce 1916, vydal knihu On Modern Methods of Treating Fractures, ve které se (mimo jiné) zabýval také typy šroubů do kortikální kosti, dlahováním, hřebováním, zevními fixatory umožňující kompresi a distrakci úlomků. Prováděl také experimenty (nitrodřeňové hřebování koček).
V roce 1939 Gerhard Küntscher úspěšně zavedl nitrodřeňové hřebování do běžné praxe.
Belgický chirurg Robert Danis je spojen s rozvojem dlahování, kortikálních a spongiózních šroubů a dynamického kyčelního šroubu.
V roce 1958 byla ve Švýcarsku založena AO (Arbeitsgemeinschaft für Osteosynthesefragen, česky Společnost pro otázky osteosyntézy), která dodnes udává trendy osteosyntézy.
Blíže a reference

## Biomechanika osteosyntézy
Biomechanika osteosyntézy se zaměřuje především na vývoj, testování a aplikace:
- Konstrukční návrhy osteosyntetických implantátů, operační postupy a jejich numerické a experimentální ověřování.
- Materiálový výzkum osteosyntetických materiálů (nerezová ocel, titan a jeho slitiny, kompozitní materiály aj.) a jejich povrchů a interakci implantátu s tkáněmi těla.
- Navigaci při zavádění implantátů a jejich fixaci v kosti.
- Výzkum stádia srůstání kostí, vyhodnocování úspěšnosti léčby směrem ke včasné a přiměřené mobilizaci a rehabilitaci pacienta.

## Aplikace osteosyntézy

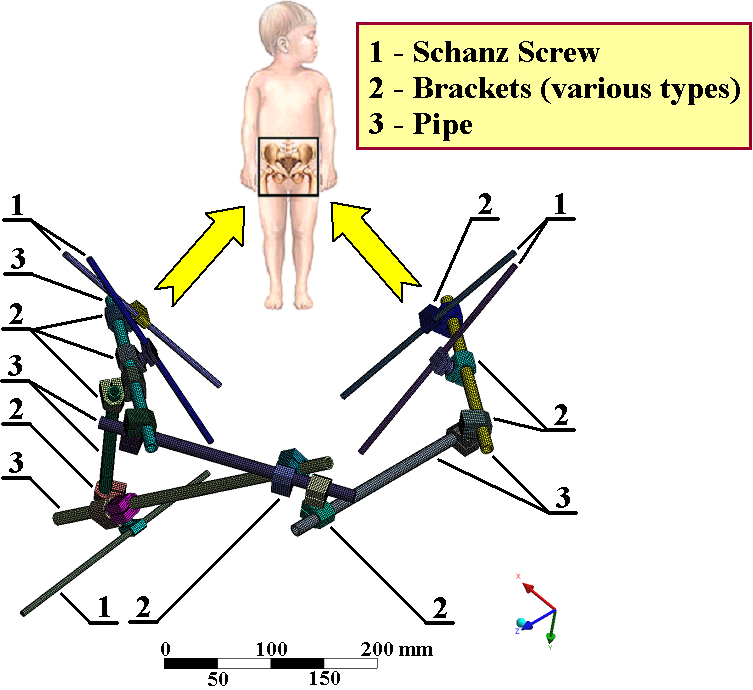
Zevní fixátor pro léčbu komplikovaných zlomenin pánve a acetabula (1 − Schanzovy šrouby se zavrtávají do kosti jako do pružného podkladu, 2 − spojky tyčí, 3 − tyče)
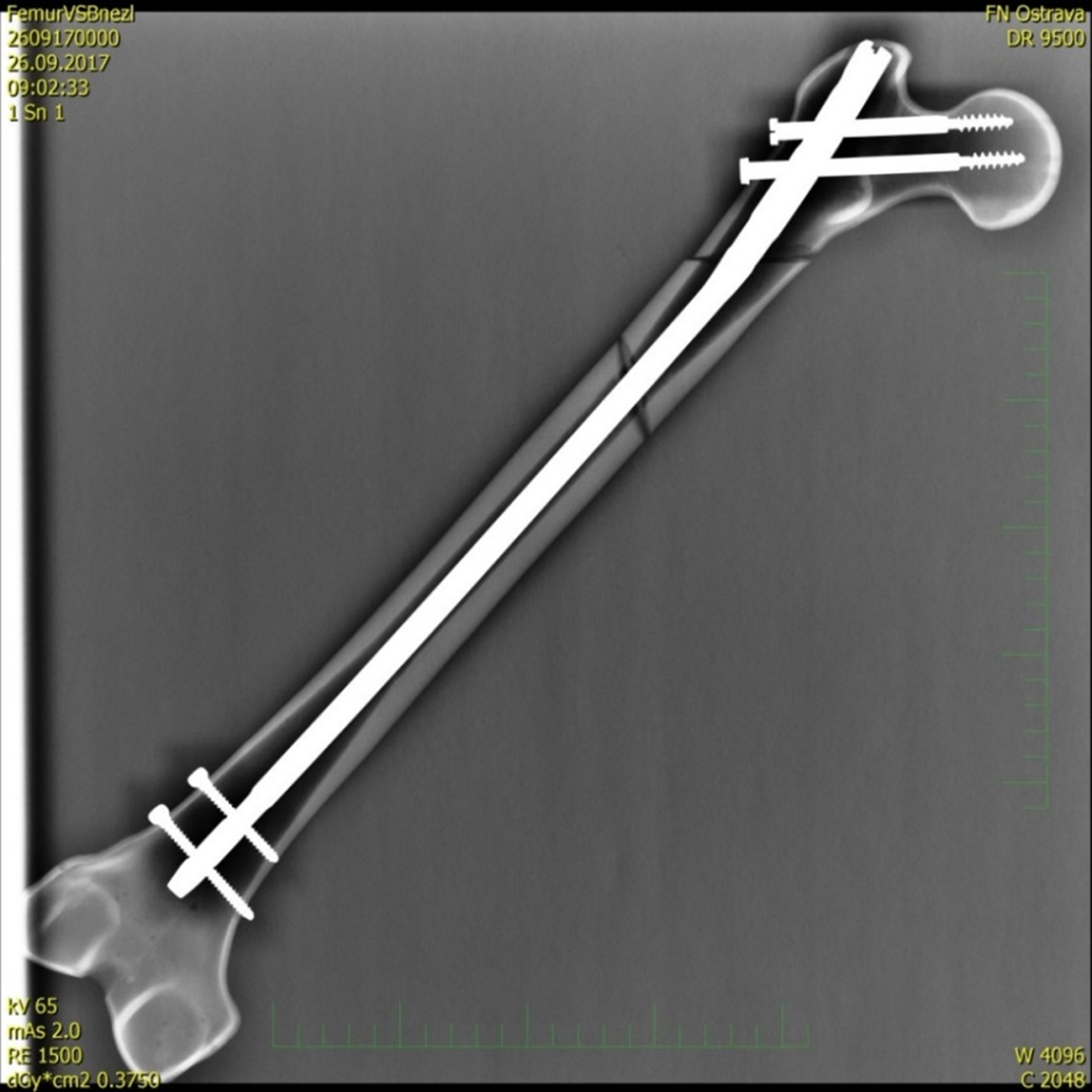
Příklad využití vnitřní fixace při osteosyntéze (rtg. snímek − subtrochanterická liniová zlomenina femuru s aplikací intramedulárního hřebu v umělé kosti resp. subtrochanterická zlomenina s interfragmentem resp. tříštivá zlomenina proximálního femuru).
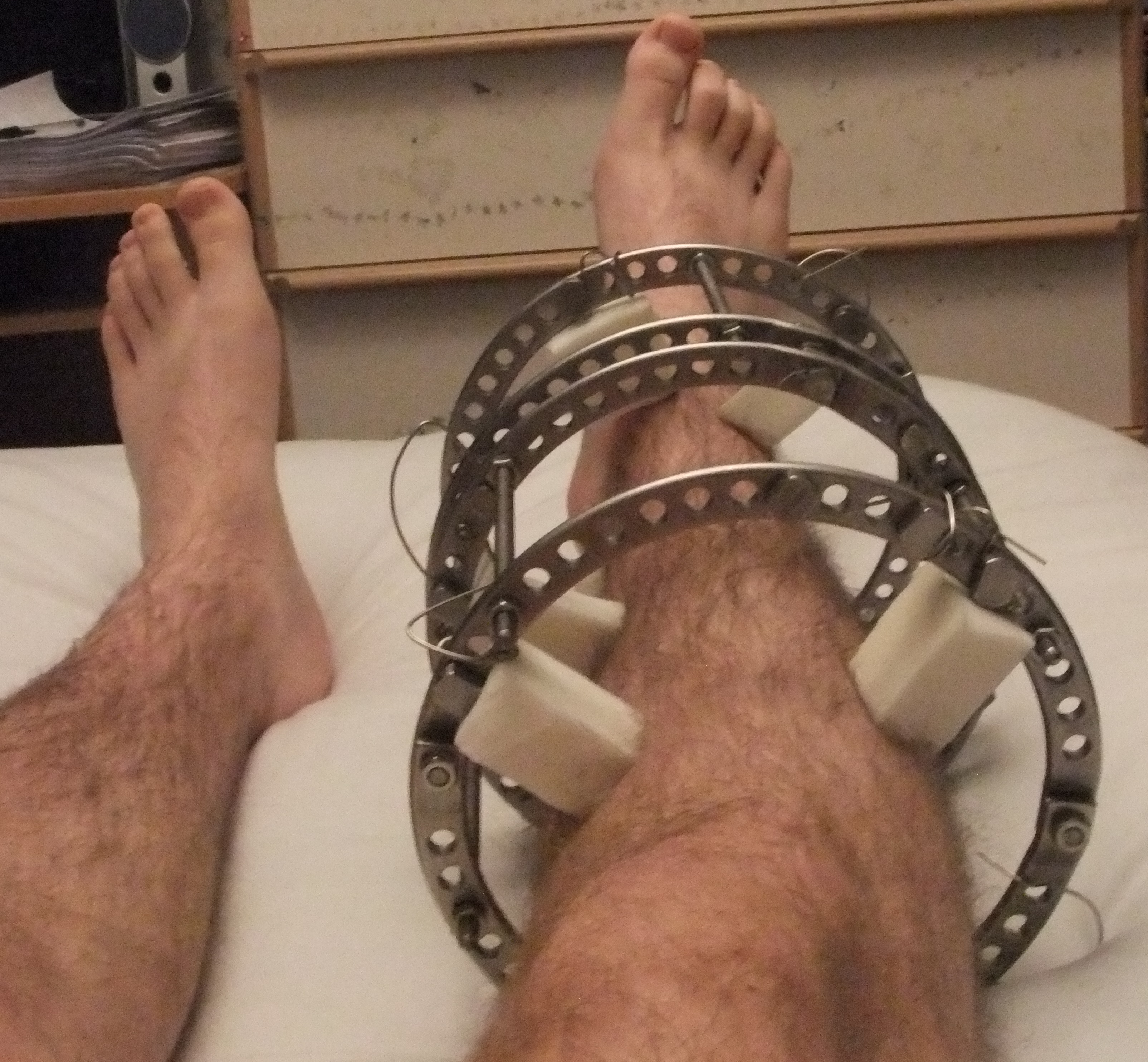
Ilizarevův fixátor (příklad zevní fixace) − léčba zlomeniny tibie
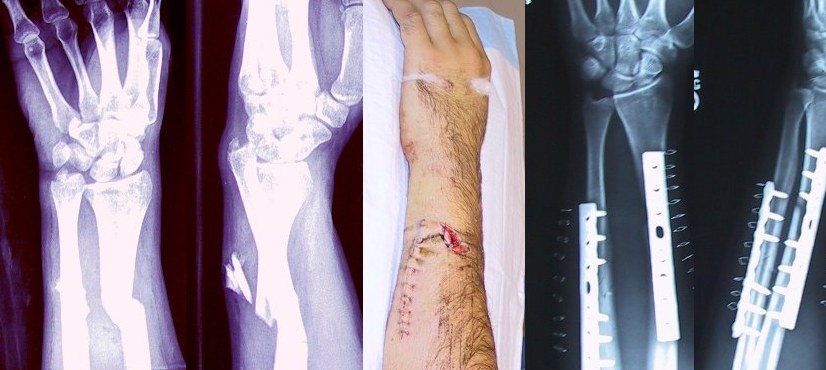
Zlomenina radia a ulny a její léčení vnitřní fixací (dlahy)